# Anoplodera sibirica
Anoplodera sibirica är en skalbaggsart som först beskrevs av Plavilstshikov 1915.  Anoplodera sibirica ingår i släktet Anoplodera och familjen långhorningar. Inga underarter finns listade i Catalogue of Life.